# Jean-Laurent Silvi
Pour les articles homonymes, voir Silvi.
Jean-Laurent Silvi est un comédien, metteur en scène français et professeur de théâtre.
Il fonde en 2015, aux côtés d'Arnaud Denis et d'Axel Blind, Le Foyer - Cours d'Art Dramatique.

## Biographie
Né à Monaco en 1984, il intègre dès l’âge de 13 ans le cours d’art dramatique de Lucien Rosso au Conservatoire de Menton. À 20 ans, il poursuivra sa formation à Paris, au cours de Jean-Laurent Cochet, qui lui propose un an après son arrivée d’assurer en tant que professeur une partie des cours et de l’assister dans la mise en scène de La Reine morte de Montherlant. Il devient professeur à l'âge de 21 ans. Parallèlement, il crée sa compagnie, Les Comédiens de la Petite Comédie, avec laquelle il met en scène son premier spectacle, Monsieur de Pourceaugnac de Molière, dans lequel il joue également.
En 2012, il rencontre Jean d'Ormesson qui lui confie la mise en scène de sa pièce La Conversation au Théâtre Hébertot avec Maxime d'Aboville dans le rôle de Bonaparte. La pièce est un grand succès et se jouera plus d'un an à Paris et sera reprise au Théâtre Montparnasse et en tournée.
En 2015, il fonde l'école Le Foyer - Cours d'Art Dramatique aux côtés du comédien et metteur en scène Arnaud Denis, et d'Axel Blind.
C'est également en 2015 qu'il fait la rencontre de Julien Lefebvre pour qui il fera la mise en scène du Cercle de Whitechapel qui sera programmée trois années de suite au Lucernaire.

## Comédien
- 2007 : Monsieur de Pourceaugnac de Molière, mise en scène de Jean-Laurent Silvi - Mois Molière 2008 & 2009 ; Théâtre du Nord-Ouest ; Théâtre de Ménilmontant
- 2008 : La Reine morte de Montherlant, mise en scène de Jean-Laurent Cochet
- 2012 : De Capes et de Crocs - L'Impromptu d'Alain Ayroles, mise en scène de Baptiste Belleudy - Vaux-le-Vicomte
- 2012 : Love de Murray Schisgal, mise en scène de Jean-Laurent Silvi - Théâtre du Petit-Saint-Martin
- 2013 : Roméo & Juliette de Shakespeare, mise en scène de Baptiste Belleudy - Tour Vagabonde Paris
- 2013 : Comme il vous plaira de Shakespeare, mise en scène de Baptiste Belleudy - Tour Vagabonde Paris
- 2013 : Le Misanthrope de Molière, mise en scène de Michèle André - La Cigale

## Metteur en scène
- 2007 : Monsieur de Pourceaugnac de Molière - Mois Molière 2008 & 2009 ; Théâtre du Nord-Ouest ; Théâtre de Ménilmontant
- 2012 : Love de Murray Schisgal - Théâtre du Petit-Saint-Martin[2],[3]
- 2012 : La Conversation de Jean d'Ormesson créé lors du 1er Jubilé impérial puis au Théâtre Hébertot[4]
- 2013 : Une leçon d'histoire de France, de l'an 1000 à Jeanne d'Arc avec Maxime d'Aboville - Théâtre de Poche Montparnasse
- 2013 : La Conversation de Jean d'Ormesson - Théâtre Hébertot ; Théâtre Montparnasse
- 2016 : Don Quichotte - Farce épique, création collective - Le Lucernaire[5]
- 2016 : Le Cercle de Whitechapel de Julien Lefebvre - Le Lucernaire[6]
- 2019 : Plus Haut que le Ciel de Florence & Julien Lefebvre - Théâtre Fontaine
- 2020 : Les Voyageurs du Crime de Julien Lefebvre - Le Lucernaire
- 2021 : La Ligne Rose d'Odile Blanchet, Bérénice Boccara et Sana Puis - Théâtre Le Lucernaire